# Burgsee (Gadebusch)
Der Burgsee Gadebusch im Landkreis Nordwestmecklenburg ist ein  über eine Brücke zweigeteilter See, der sich östlich der Stadt Gadebusch befindet. Mit einer Fläche von rund 5,8 Hektar und einer maximalen Tiefe von ca. 1,4 Metern ist er, neben dem Neddersee, der zweitgrößte See im Gebiet Gadebusch. Am Ostufer des Burgsees erstreckt sich ein rund 120 Hektar großes Mischwaldgebiet, das als Landschaftsschutzgebiet ausgewiesen ist. Die heute Gestalt des Burgsees wurde durch ein Wehr in einer natürlichen Senke angestaut. Der See wird durch die östlich gelegene Hangquelle gespeist. Typisch für das Gewässer ist ein größerer Bestand an Gelben Teichrosen. Östlich des Burgsees verläuft die Bahnstrecke Schwerin–Rehna.
Am Westufer des Burgsees befindet sich unweit des Ufers Schloss Gadebusch, das von 1283 bis 1299 als Burg die Hauptresidenz mecklenburgischer Fürsten war. Aus dieser Zeit hat der Burgsee seinen Namen. Der Burgsee ist ein Angelgewässer mit mehreren Möglichkeiten vom Ostufer aus zu angeln. 